# Aleyrodes baja
Aleyrodes baja là một loài côn trùng cánh nửa trong họ Aleyrodidae, phân họ Aleyrodinae.
Aleyrodes baja được Sampson miêu tả khoa học đầu tiên năm 1943.